# Daniel Scholten
Daniel Scholten (* 1973) ist ein deutscher Sprachwissenschaftler und Schriftsteller.

## Leben

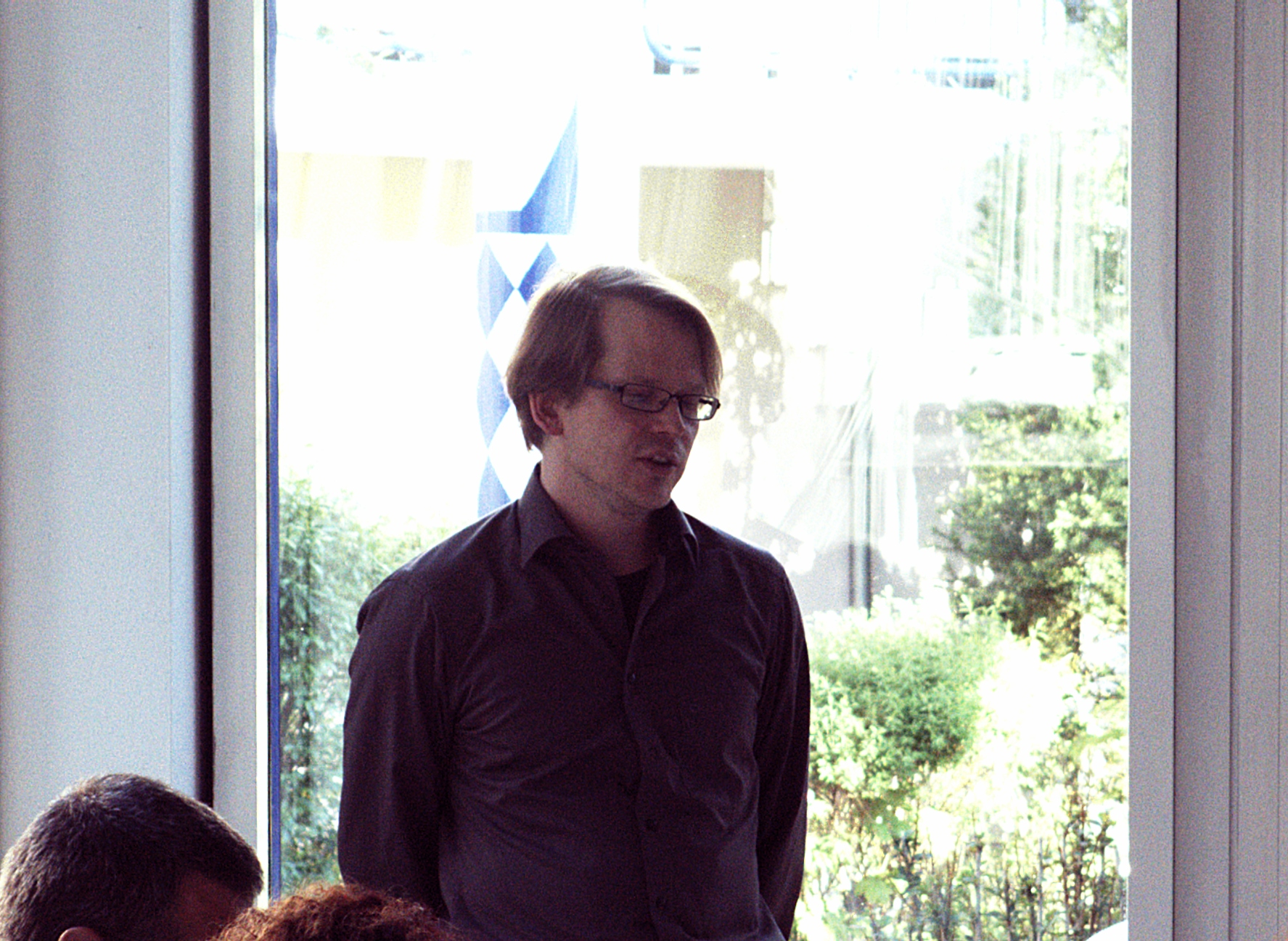
Lesung Daniel Scholten, 2017

Nach Absolvierung von Schule und Lehre arbeitete Scholten in Skandinavien einige Jahre als Typograph. Anschließend studierte er an der Ludwig-Maximilians-Universität in München u. a. Ägyptologie und historische Sprachwissenschaften. Dabei spezialisierte er sich auf die Sprache und Literatur des antiken Ägyptens.
Ebenso beschäftigt sich Scholten auch mit skandinavischer Literatur (mehrheitlich Isländisch und Schwedisch) und publiziert dafür auch zwei Literaturzeitschriften.
Parallel dazu entstanden ab 2007 die Kriminalromane um seinen Protagonisten Kommissar Cederström.
Seit 1. Januar 2010 veröffentlicht Scholten den Video-Podcast Belles Lettres. Er befasst sich mit Sprachkunde und Stilistik und möchte dem Zuschauer die eigene Urteilsfindung über diverse Elemente der deutschen Sprache ermöglichen.
Derzeit (2012) lebt Scholten abwechselnd in Stockholm und in München.

## Werke (Auswahl)

### Als Autor
Romane
1. Der zweite Tod. Ein Fall für Kommissar Cederström. Goldmann, München 2007, ISBN 978-3-442-46402-9.
2. Die falsche Tote. Ein Fall für Kommissar Cederström. Goldmann, München 2008, ISBN 978-3-442-46466-1.
3. Der kopflose Engel. Ein Fall für Kommissar Cederström. Goldmann, München 2008, ISBN 978-3-442-46467-8.
4. Der Name der Dunkelheit. Ein Fall für Kommissar Cederström. Goldmann, München 2009, ISBN 978-3-442-46468-5.

Sachbücher
- Einführung in die isländische Grammatik. Ein Lehrbuch für Anfänger und Fortgeschrittene. Philyra-Verlag, München 2000, ISBN 3-935267-00-2.
- Paradigmenfinder zur isländischen Grammatik. Alle Flexionsformen schnell bestimmt. Philyra-Verlag, München 2001, ISBN 3-935267-01-0.
- Denksport Deutsch. dtv premium, München 2016, ISBN 978-3-423-26134-0.
- Deutsch für Dichter und Denker. Unsere Muttersprache in neuem Licht. S×F Books 2019, ISBN 9783948287108; 2. Auflage Ingolstadt, Bright Star Books 2020, ISBN 9783948287139.

### Als Herausgeber
- Íslenska. Zeitschrift für isländische Sprache und Literatur. Jahrgang 1 ff., 2004 ff. ISSN 1614-0982.
- Ida. Schwedische Sprache und Literatur. Band 1 ff., 2006 ff. ISSN 1612-2976.